# هكلر آند كوخ إم جي4
هكلر آند كوخ إم جي4 هو مدفع رشاش خفيف من تصميم شركة هكلر آند كوخ الألمانية تم تطويره في أواخر التسعينات ودخل الخدمة في عام 2005.

## المستخدمين الحاليون
- ألبانيا [1]
- البرازيل[2]
- تشيلي[3]
- إستونيا:[4]
- ألمانيا [5]
- ماليزيا [6][7][8]
- البرتغال[9][10]
- إسبانيا[11]